# Älgtjärnen (Säfsnäs socken, Dalarna, 666753-143170)
Älgtjärnen är en sjö i Ludvika kommun i Dalarna och ingår i Norrströms huvudavrinningsområde.